# エイリアンVSエクソシスト
『エイリアンVSエクソシスト』（原題： 6 giorni sulla terra）は2011年のイタリアのSF映画。

## あらすじ
エイリアンに誘拐された人々を調査していたダヴィデ教授らは学会を終えた後、エイリアンに誘拐されたことがあると語るサトゥルニアに出会う。後日、サトゥルニアに催眠をかけた結果、ヘクサボルという邪悪な力を持ったエイリアンを出現させてしまう。

## スタッフ
- 監督：ヴァロ・ヴェントォーリ
- 脚本：ヴァロ・ヴェントォーリ、ルイサ・フスコーニ、ギアコモ・モンダドリ
- 製作：ヴァロ・ヴェントォーリ、ルイサ・フスコーニ
- 撮影：ダニエレ・バルダッチ
- 音楽：ジョニー・クリメック、ラインホルト・ハイム
- 特殊効果：ダイアナ・デ・パオリス

## キャスト
- ダヴィデ教授：マッシモ・ポッジオ
- サトゥルニア（ヘクサボル）：ラウラ・グラヴァン
- エレナ：マリーナ・カザンコヴァ
- レオ：ルドヴィコ・フェレモント
- トリスメギスト神父：ヴァロ・ヴェントォーリ
- ブルーニ中尉：ピエール・ジョルジョ・べロッキオ
- ジョバンニ：ナッツァレーノ・ボンバ
- バラーノ夫人：フランチェスカ・スキャーヴォ
- バラーノ：ジョヴァンニ・ヴィセンティン
- リタ：ルビー・カマー
- ビル：レオン・カマー
- ダニー：ダヴィド・カーク・トレイラー
- エヴァ：アリサ・ブィストロワ
- ベティー：フラミニア・フランチオーニ
- アガタ：マリア・ローサ・クレメンティーニ
- マルタ：ルイサ・フスコーニ
- ピエール：フランチェスコ・ヴェンディッティ